# Centro de transformación

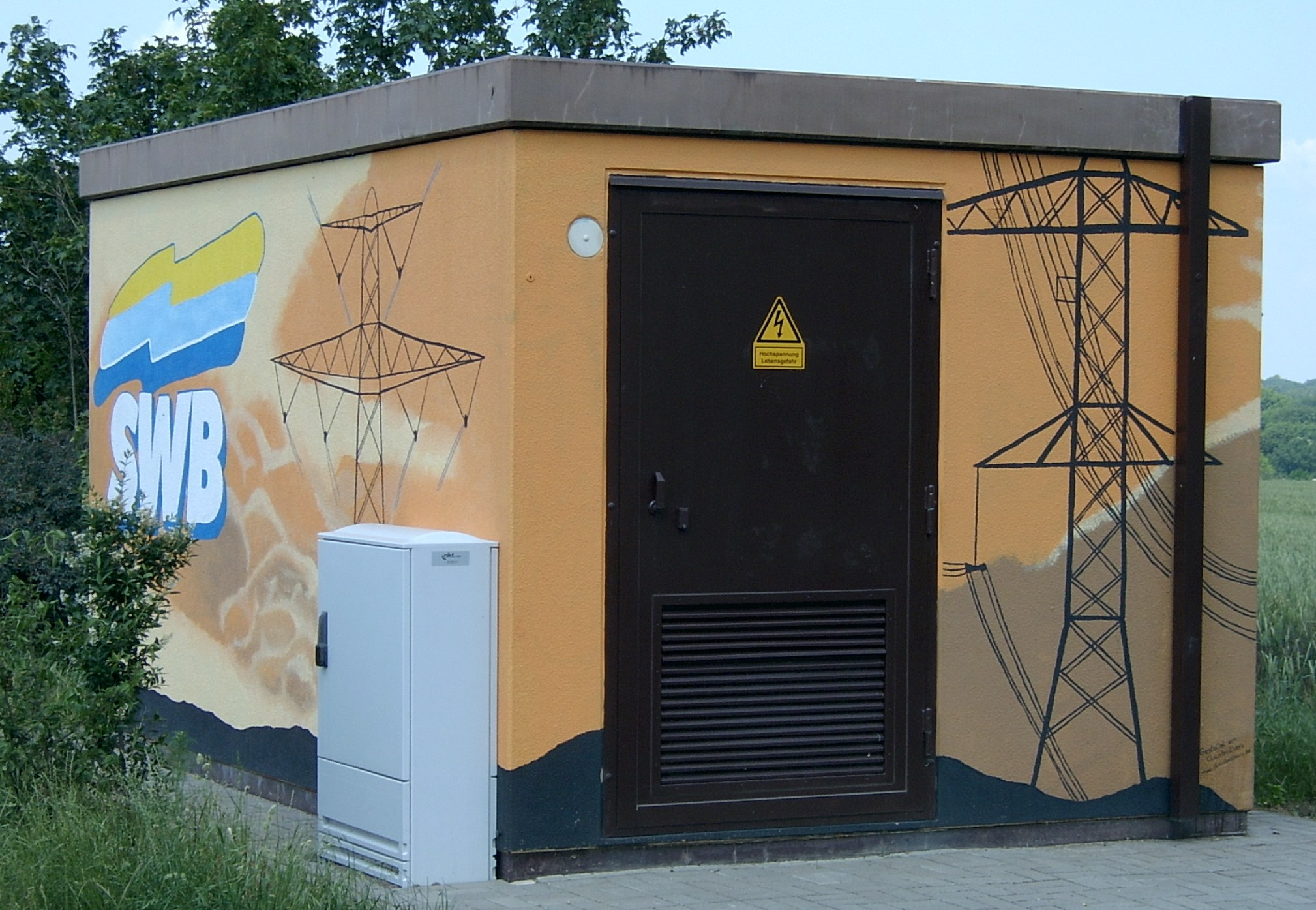
Centro de transformación prefabricado.

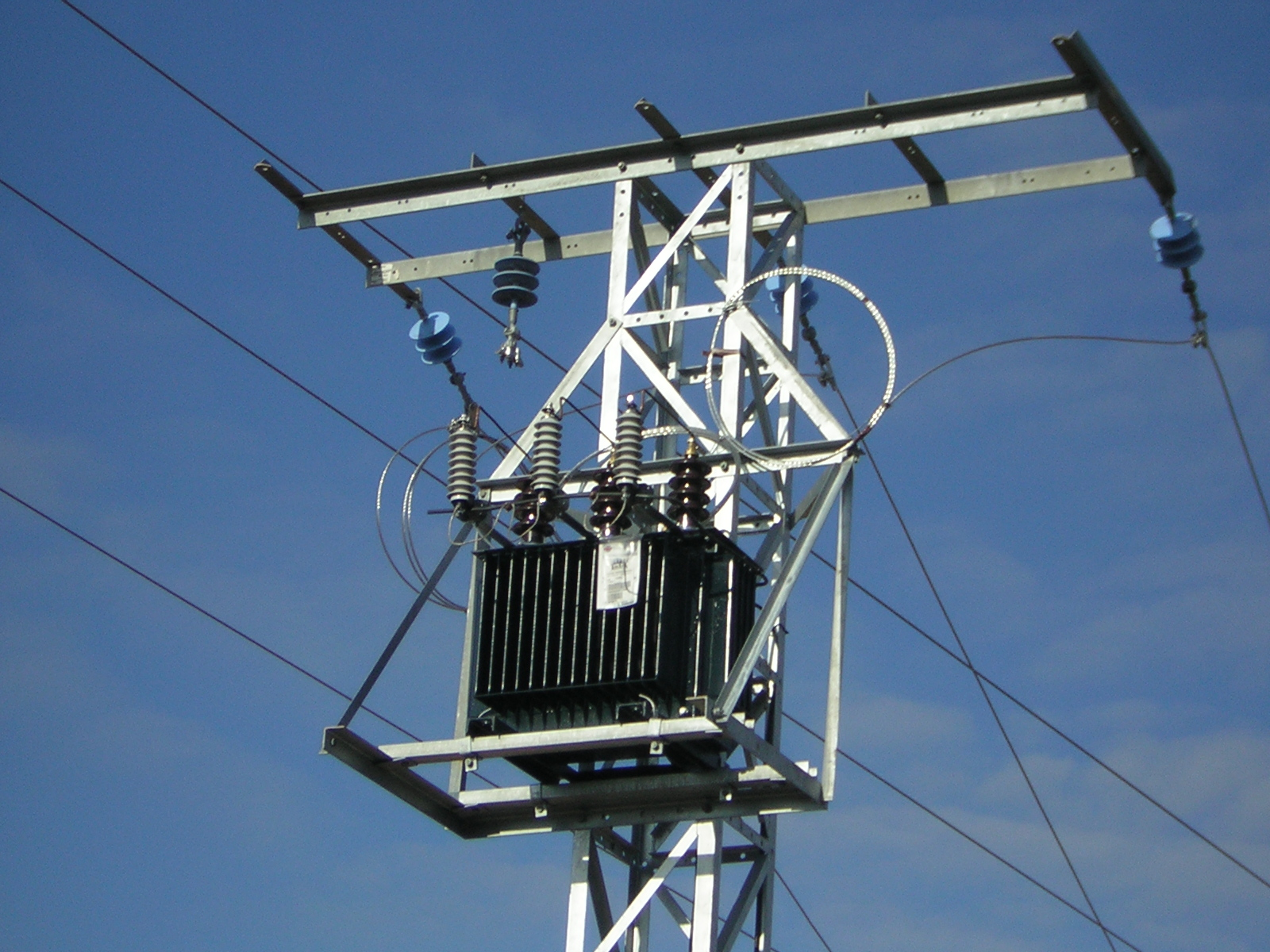
Centro de transformación de intemperie en proceso de montaje.

Un centro de transformación  es una instalación eléctrica que tiene como función principal modificar los niveles de tensión de la energía eléctrica que recibe y distribuye.
La energía eléctrica puede provenir de una red de alta tensión o de una red de media tensión, y se entrega a una red de media o  baja tensión para su consumo por los usuarios finales.
Los niveles de tensión más comunes para los usuarios finales son 380 voltios en corriente trifásica y 230 voltios en corriente monofásica. 
Un centro de transformación es un tipo específico de subestación eléctrica, que es una instalación más general que puede realizar otras funciones además de la transformación de tensión, como el control, la protección y la interconexión de redes eléctricas.

## Elementos

### Transformadores
El componente principal de un centro de transformación es el transformador, o en algunos casos, el autotransformador.  
Un transformador es un dispositivo eléctrico que permite modificar los niveles de tensión y corriente de una señal eléctrica alterna mediante el principio de inducción electromagnética.
Un autotransformador es un tipo especial de transformador que tiene un solo devanado común para el primario y el secundario, lo que reduce el tamaño y el costo del dispositivo. 
Un centro de transformación puede contener uno o más transformadores o autotransformadores, dependiendo de la potencia total requerida por la instalación. 
Cada transformador o autotransformador  puede alimentar a un conjunto de líneas de distribución, con un máximo de 8 líneas. 
Es poco frecuente que trabajen en paralelo, es decir, que compartan la misma entrada y salida de tensión. Además, cuando hay más de uno en el centro de transformación, se debe equilibrar la carga entre ellos para evitar la sobrecarga de trabajo.

### Celdas

#### Celda de entrada de línea
Son celdas que reciben las líneas desde el exterior del centro. Están equipadas con un interruptor o un interruptor-seccionador. A pesar de su nombre, pueden realizar la función de entrada o salida de línea.

#### Celda de seccionamiento
En ella se encuentran los elementos de apertura de las diferentes líneas de tensión. En cuyo caso podría observarse un corte visible del mismo, siempre que hiciera falta.

#### Celda de remonte
Permite remontar los cables hasta el embarrado formado por el conjunto de celdas.

#### Celda de medida
Estas celdas alojan en su interior los transformadores de medida, de tensión e intensidad. Estos transformadores convierten los valores de las magnitudes eléctricas (tensión e intensidad) propias de la línea a valores manejables por los equipos de medida (100 voltios y 5 amperios).

#### Celda de protección de transformador
Son celdas dotadas con interruptor-seccionador automático con fusibles. Protege al transformador mediante relés indirectos que actúan sobre la bobina de disparo del interruptor. La protección frente a cortocircuitos la realizan los fusibles.

### Cuadro general de baja tensión
Está compuesto por un módulo superior de medida con trafo de intensidad y trafo de tensión, un módulo de protección y un módulo de conexión.

## Explosiones
Las explosiones de los centros de transformación son un fenómeno que puede causar graves daños materiales y personales, así como interrupciones del suministro eléctrico. Estas explosiones se producen cuando se produce un fallo interno en los aparatos o transformadores que contienen líquidos dieléctricos inflamables, como el aceite mineral, que se calientan y se descomponen generando gases combustibles. Estos gases pueden acumularse en el interior de la envolvente y provocar una sobrepresión que rompe la carcasa y proyecta llamas y fragmentos a gran distancia.
Los factores que pueden originar un fallo interno en los centros de transformación son diversos, como el envejecimiento, el deterioro, la falta de mantenimiento, las sobrecargas, los cortocircuitos, los rayos o las vibraciones. Estos fallos pueden afectar a los aislamientos, las conexiones, los contactos o las bobinas de los aparatos o transformadores, provocando arcos eléctricos que inician la combustión del líquido dieléctrico.
Para prevenir y protegerse de las explosiones de los centros de transformación se deben adoptar una serie de medidas, tanto en el diseño, la instalación, el mantenimiento y la operación de estas instalaciones. Algunas de estas medidas son:
Elegir transformadores de tipo seco o encapsulado, que no contienen líquidos inflamables y tienen menor riesgo de incendio.
Utilizar líquidos dieléctricos con alto punto de inflamación o combustión, como el aceite de silicona, que reducen la probabilidad y las consecuencias de un incendio.
Evitar el uso de piralenos u otros líquidos tóxicos, cuyo uso está prohibido por su peligrosidad para la salud y el medio ambiente.
Separar los aparatos o transformadores que contengan líquidos inflamables con tabiques o pantallas de material incombustible y resistente, para limitar la propagación de una explosión o un derrame.
Instalar sistemas fijos de extinción automática adecuados para este tipo de instalaciones, como el halón o el CO2, en aquellos casos en que el volumen del líquido inflamable supere ciertos límites establecidos por la normativa1.
Disponer de extintores móviles de eficacia 89 B en aquellas instalaciones en que no sea obligatorio el sistema fijo, colocándolos en el exterior y a una distancia no superior a 15 metros.
Prever elementos de seguridad que eviten la explosión de la envolvente en caso de defecto interno y elegir las direcciones de escape de los fluidos para evitar daños a las personas.
Realizar un mantenimiento preventivo y correctivo periódico de las instalaciones, siguiendo las instrucciones y especificaciones de los fabricantes y las compañías eléctricas.
Cumplir con los requisitos técnicos y normativos establecidos en el Reglamento sobre condiciones técnicas y garantías de seguridad en centrales eléctricas, subestaciones y centros de transformación y otras disposiciones aplicables.
Las explosiones de los centros de transformación son un riesgo que se puede evitar o minimizar con una adecuada gestión y control de las instalaciones eléctricas. 
Es responsabilidad tanto de los propietarios como de los operadores y usuarios cumplir con las medidas de seguridad necesarias para garantizar la protección de las personas y los bienes.

## Exposición
Un centro de transformación es una instalación eléctrica que recibe energía de alta tensión y la reduce a una tensión adecuada para el consumo doméstico o industrial. 
Algunas personas tienen la preocupación de que vivir cerca de un centro de transformación pueda aumentar el riesgo de cáncer debido a la exposición a los campos electromagnéticos (CEM) que generan las líneas eléctricas.
Sin embargo, según la Organización Mundial de la Salud (OMS), no hay evidencia científica concluyente de que los CEM de baja frecuencia, como los que emiten los centros de transformación, sean perjudiciales para la salud humana. 
La OMS afirma que los estudios epidemiológicos realizados hasta la fecha no han podido demostrar una relación causal entre la exposición a los CEM y el cáncer, y que los resultados son inconsistentes y difíciles de interpretar debido a las limitaciones metodológicas.
No obstante, la OMS reconoce que algunos estudios han sugerido una posible asociación entre la exposición a los CEM y la leucemia infantil, pero aclara que esta asociación es débil y podría deberse al azar o a factores de confusión. 
Por lo tanto, la OMS recomienda seguir investigando este tema y aplicar el principio de precaución, es decir, adoptar medidas razonables para reducir la exposición a los CEM.
Algunas de las medidas que se pueden tomar para disminuir la exposición a los CEM son: mantener una distancia prudente de las fuentes de CEM, como los centros de transformación o las líneas eléctricas, y utilizar dispositivos de protección o blindaje, como los filtros o las jaulas de Faraday.
En conclusión, vivir cerca de un centro de transformación parece no implicar necesariamente un mayor riesgo de cáncer, pero tampoco se puede descartar por completo. 
Por tanto, se recomienda seguir las recomendaciones de la OMS y aplicar el principio de precaución para reducir la exposición a los CEM.

## Tipos

### Según su ubicación física

#### Centro de transformación en edificio de obra civil
Todos los elementos del CT se alojan en el interior de un edificio o local destinado a tal efecto.

#### Centro de transformación en edificio prefabricado
Todos los elementos del CT se alojan en el interior de un edificio prefabricado de hormigón o envolvente metálica.

#### Centro de transformación subterráneo
Todos los elementos del CT se alojan en el interior en un local subterráneo, al que se accede por medio de una trampilla en la vía pública.
Los centros de transformación subterráneos son instalaciones eléctricas que se ubican bajo el nivel del suelo y que tienen la función de reducir la tensión de la red de alta tensión a una tensión adecuada para el consumo doméstico o industrial. Estos centros se componen de varios elementos, como celdas de media tensión, transformadores, cuadros de baja tensión y accesorios de protección y seguridad.
Los centros de transformación subterráneos presentan algunas ventajas respecto a los centros de superficie, como la reducción del impacto visual y ambiental, la optimización del espacio, la mayor seguridad frente a actos vandálicos o accidentes y la menor exposición a las condiciones climáticas. Sin embargo, también implican algunos inconvenientes, como la mayor complejidad y coste de la obra civil, el mantenimiento y la ventilación, la necesidad de disponer de un sistema de drenaje y bombeo y el riesgo de inundación o corrosión.
Para garantizar el correcto funcionamiento y la seguridad de los centros de transformación subterráneos, se deben cumplir una serie de requisitos técnicos y normativos, como los establecidos en el Reglamento de Instalaciones de Alta Tensión, que regula aspectos como las características constructivas, las condiciones de instalación, las medidas de protección y las inspecciones periódicas. Además, se deben seguir las recomendaciones y especificaciones de los fabricantes y las compañías eléctricas.
Los centros de transformación subterráneos son una solución cada vez más utilizada en entornos urbanos o con limitaciones de espacio, donde se busca minimizar el impacto visual y ambiental de las instalaciones eléctricas. Sin embargo, su diseño, instalación y mantenimiento requieren una mayor planificación y cuidado que los centros de superficie, para asegurar su eficiencia y fiabilidad.

#### Centro de transformación de intemperie (CTI)
Este tipo de centros consiste en un transformador montado sobre un apoyo (poste) de una Línea Aérea de Alta Tensión. Las protecciones de alta tensión las constituyen generalmente, fusibles tipo Cut-Out XS. No suelen usarse potencias superiores a 160 kVA y su uso predomina en zonas rurales.

### Según su ubicación en la red eléctrica

#### Centro de transformación de punta
El CT está ubicado al final de una línea, o bien es único en dicha línea. En este último caso se suele denominar independiente.
Solo tiene una entrada de línea. A pesar de ello, se instalan dos celdas de entrada de línea, en previsión de futuras ampliaciones.

#### Centro de transformación de paso
Los CT de paso son centros ubicados en un punto medio de una línea. A ellos llega una línea desde la subestación o desde otro CT y sale hacia el siguiente. Disponen de celda de entrada y salida de línea.

#### Centro de transformación de anillo
Estos CT son un caso especial de centro de paso. En estos no se puede considerar que la línea entra y sale, ya que en realidad son alimentados por los dos extremos. Esta es la configuración más usada en ciudades y polígonos industriales, ya que proporciona una buena fiabilidad en el suministro.

## Pavimentos
En los centros de transformación se colocan pavimentos de baldosas de goma oleorresistentes, pues los pavimentos cementosos son atacados por el aceite de los transformadores. 

## Propiedad
Los centros de transformación pueden ser:
- De cliente o abonado: solo alimenta a un cliente. El abonado es un gran consumidor y compra la energía eléctrica en alta tensión, transformándola en sus propias instalaciones.
- De compañía o distribución: alimenta a varios clientes por medio de una red de distribución en baja tensión. Estos no tienen celda de seccionamiento, ni celda de medida.